# Randy Bartels
Randy Alan Bartels es un ingeniero eléctrico, ingeniero biomédico e investigador estadounidense del Instituto Morgridge de Investigación y profesor de Ingeniería Biomédica en la Universidad de Wisconsin-Madison.

## Biografía

### Primeros años
Obtuvo una licenciatura en Ingeniería Eléctrica e Informática por la Universidad Estatal de Oklahoma en 1997. Participó en experiencias de investigación para programas de pregrado, estudiando el crecimiento y la caracterización de películas delgadas de semiconductores en la Universidad Estatal de Iowa, fabricando y modelando guías de ondas de intercambio iónico en el Centro Gérard Mourou de Ciencias Ópticas Ultrarrápidas de la Universidad de Míchigan y la construcción de láseres de estado sólido bombeados por diodos de onda casi continua en el Laboratorio Nacional Lawrence Livermore. 
Recibió su doctorado de la Universidad de Míchigan en 2002. Trabajó en el desarrollo de láseres ultrarrápidos, el control coherente de sistemas cuánticos y el estudio de la óptica no lineal extrema. Este trabajo contribuyó al desarrollo de la attofísica mediante la manipulación de la dinámica de campo fuerte de las funciones de onda de electrones atómicos con una precisión de ~10 attosegundos.
Durante su carrera de posgrado, recibió el apoyo de una beca de posgrado en ingeniería y ciencias de la defensa nacional y recibió el premio New Focus Student Research Award de la Sociedad Óptica Estadounidense y el premio JILA Scientific Achievement Award, así como el Graduate Student Research Award de la IEEE Photonics Society. Compañerismo.

### Carrera
Comenzó su carrera de investigación independiente en la Universidad Estatal de Colorado, donde obtuvo la Cátedra Monfort y ocupó cargos conjuntos en el Departamento de Química y en la Escuela de Ingeniería Biomédica. Comenzó a trabajar en el control de campos fuertes de rotaciones y vibraciones moleculares y demostró la detección ultrasensible de coherencias moleculares para espectroscopia y microscopía. Su grupo desarrolló sistemas ópticos y fuentes láser de luz ultravioleta de vacío, así como fuentes de peine óptico estables en la región espectral del infrarrojo medio.
En 2023, se incorporó al Instituto Morgridge de Investigación como investigador y a la Universidad de Wisconsin-Madison como profesor de Ingeniería Biomédica. Su investigación implica el desarrollo de técnicas y aplicaciones de espectroscopía y microscopía y el desarrollo de láseres de fibra ultrarrápidos para su uso en estas aplicaciones.
Es miembro de la Sociedad Óptica de América y de la Sociedad Estadounidense de Física. Es miembro del consejo editorial de Applied Physics Letters, Photonics, editor de Optics Communications y editor asociado de Science Advances.

## Premios y honores
- Premio CARRERA de la Fundación Nacional de Ciencias, (2004)[8]
- Medalla Adolph Lomb de la Sociedad Óptica Estadounidense, "por sus contribuciones pioneras al control coherente de la luz, los átomos y las moléculas, incluida la optimización del pulso formado de la radiación de rayos X suaves armónicos de alto orden", (2004)[9]
- Investigador Sloan en Física, (2005)[10]
- Premio Beckman Joven Investigador de la Fundación Arnold y Mabel Beckman, (2005)[11]
- Premio al joven investigador de la IEEE Photonics Society, "por sus contribuciones pioneras a la fotónica molecular ultrarrápida y al control de reactivos fotónicos de sistemas cuánticos en una escala de tiempo sin precedentes", (2007)[12]
- Miembro Kavli de la Academia Nacional de Ciencias, (2008)[13][14]
- Miembro de la Sociedad Óptica de América, (2011)[15]
- Miembro de la Sociedad Estadounidense de Física, "por los avances en el control temporal, espacial y espectral de precisión de pulsos ópticos y de rayos X, el control de paquetes de ondas cuánticas a través de campos de luz esculpidos y microscopía óptica", (2013)[16]